# ISO 31-10
ISO 31-10は、核反応及び電離性放射線に関する量とその単位について定めた国際標準化機構(ISO)の国際規格で、ISO 31の一部である。
2009年に発行されたISO 80000-10によって置き換えられ、ISO 31-10は廃止された。
日本工業規格(JIS)では JIS Z 8202-10:2000 が相当する。2015年12月に ISO 80000-10 に相当する JIS Z 8000-10:2015 が発行され、 JIS Z 8202-10:2000 は廃止された。